# Безопасность IMS

## Что такое IMS?
IMS (англ. IP Multimedia Subsystem) - это набор спецификаций, созданный, чтобы предоставлять мультимедийные услуги через протокол IP. Он позволяет включать все виды услуг, такие как голос, мультимедиа и данные, на доступных платформах через любое подключение к Интернету (стационарное или мобильное).

## Происхождение IMS
Изначально идеей построения мобильной сети на базе IP технологий занималась группа 3G.IP. Впоследствии была собрана рабочая группа 3GPP, которая и представила в 2001 году релиз 4 (первоначально названный Release 2000) в котором появились элементы ALL-IP архитектуры. Пятый релиз представил первоначальный вариант архитектуры названной IMS и добавилась технология высокоскоростной пакетной передачи данных (HSDPA). В шестом релизе в архитектуру IMS были введены изменения, а также появилась поддержка Wireless LAN сетей. Благодаря работе группы TISPAN, седьмой релиз 3GPP добавил поддержку фиксированных сетей.

## Архитектура

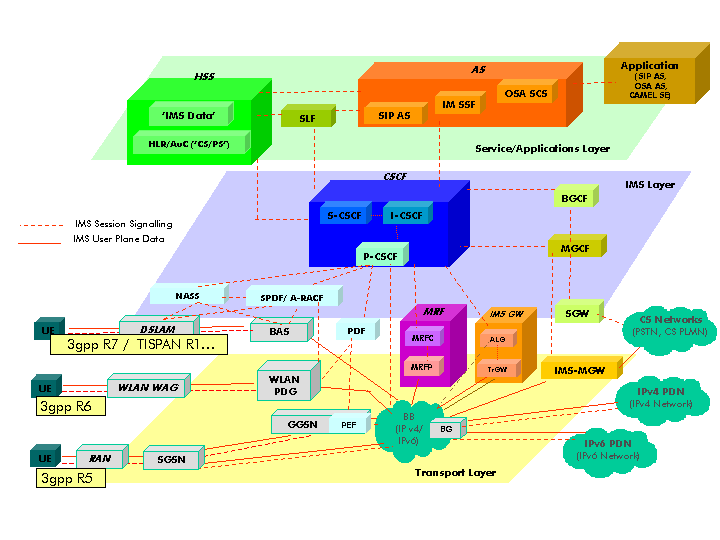
IMS Architecture

В IMS можно выделить три уровня:

### Уровень приложений
Здесь находятся AS (Application Servers),  MRF (Media Resource Function) и HSS (Home Subscriber Server).
- Сервер приложений (AS) использует протокол SIP (Session Initiation Protocol) для сигнализации при установлении мультимедийных сеансов, таких как аудио- и видеозвонки через Интернет. Услуги, предлагаемые операторами телефонной связи, размещаются и запускаются на AS.
- HSS - это, устройства, аналогичные HLR в GSM, на них хранятся учетные данные

### Уровень управления
Формирует различные подсистемы, среди которых есть ядро IMS.
Важные устройства на этом уровне - это CSCF (Call State Control Function), который включает в себя три подсистемы: P-CSCF (Proxy CSCF), S-CSCF (Serving CSCF) and I-CSCF (Interrogating CSCF). Эти подсистемы отвечают, в основном, за: обработку и маршрутизацию сигнализации; контролирование ресурсов транспортной подсистемы, регистрацию и аутентификацию пользователей; снабженческие услуги IMS, отвлекая сигнализации серверов приложений в вопросе и генерировать записи счетов.

### Транспортный уровень
Composed by the UE (User Equipment), the access network, the NASS (Network Attachment Subsystem) and the RACS (Resource Admission Control Subsystem). The transport of network is performed using IPv6, allowing QoS's implementation, integrated security, autoconfiguration…